# 艺夺蒙特利尔
艺夺蒙特利尔（法語：Eidos Montréal）是一家位于加拿大蒙特利尔的电子游戏开发工作室。目前由拥抱者集团旗下CDE娱乐持有。

## 历史
工作室由艺夺（Eidos Interactive）于2007年建立，并任命Stéphane D'Astous为工作室经理。据D'Astous称，和其它电子游戏开发工作室不同，艺夺蒙特利尔以小团队（共350人）长时间的开发周期为特色。在工作室建立同年，他们公布了第一个项目：2011年发行的杀出重围系列的第三作《杀出重围：人类革命》。2009年工作室公布了第二个项目：神偷系列的第四作，也是系列的初代重启作《神偷》。总经理Stephane D'Astous于2013年7月19日从艺夺蒙特利尔辞职，称和母公司史克威尔艾尼克斯欧洲有不可调和的分歧。
2022年5月，史克威尔艾尼克斯宣布出售包括艺夺蒙特利尔在内的多家子公司和相关IP给拥抱者集团，交易金额约3亿美元。同年8月收购完成，擁抱者成立CDE娱乐，负责运营艺夺蒙特利尔等本次被收购的公司和相关IP。
2024年1月，受到拥抱者集团重组计划影响，艺夺蒙特利尔宣布裁员97人，《杀出重围》新作取消开发。

## 开发游戏
| 年份 | 作品                            | 平台 | 平台 | 平台 | 平台 | 平台 | 平台 | 平台  | 平台 | 平台 | 平台 | 平台 | 平台  |
| 年份 | 作品                            | And  | iOS  | Mac  | PS3  | PS4  | PS5  | Wii U | NS   | Win  | X360 | XB1  | XSX/S |
| ---- | ------------------------------- | ---- | ---- | ---- | ---- | ---- | ---- | ----- | ---- | ---- | ---- | ---- | ----- |
| 2011 | 杀出重围：人类革命              | 否   | 否   | 是   | 是   | 否   | 否   | 是    | 否   | 是   | 是   | 否   | 否    |
| 2013 | 古墓丽影（多人）                | 否   | 否   | 是   | 是   | 是   | 否   | 否    | 否   | 是   | 是   | 是   | 否    |
| 2013 | 杀出重围：陨落                  | 是   | 是   | 否   | 否   | 否   | 否   | 否    | 否   | 是   | 否   | 否   | 否    |
| 2014 | 神偷                            | 否   | 否   | 否   | 是   | 是   | 否   | 否    | 否   | 是   | 是   | 是   | 否    |
| 2015 | 古墓丽影：崛起                  | 否   | 否   | 是   | 否   | 是   | 否   | 否    | 否   | 是   | 是   | 是   | 否    |
| 2016 | 杀出重围：人类分裂              | 否   | 否   | 否   | 否   | 是   | 否   | 否    | 否   | 是   | 否   | 是   | 否    |
| 2018 | 古墓丽影：暗影                  | 否   | 否   | 是   | 否   | 是   | 否   | 否    | 否   | 是   | 否   | 是   | 是    |
| 2020 | 漫威復仇者聯盟                  | 否   | 否   | 否   | 否   | 是   | 是   | 否    | 否   | 是   | 否   | 是   | 是    |
| 2021 | 漫威银河护卫队                  | 否   | 否   | 否   | 否   | 是   | 是   | 否    | 是   | 是   | 否   | 是   | 是    |
| 2025 | 禁闭求生2（协助开发、早期体验） | 否   | 否   | 否   | 否   | 否   | 否   | 否    | 否   | 是   | 否   | 否   | 是    |
| 2026 | 神鬼寓言（协助开发）            | 否   | 否   | 否   | 否   | 否   | 否   | 否    | 否   | 是   | 否   | 否   | 是    |